# Kriegsgräberstätte am Nagelberg

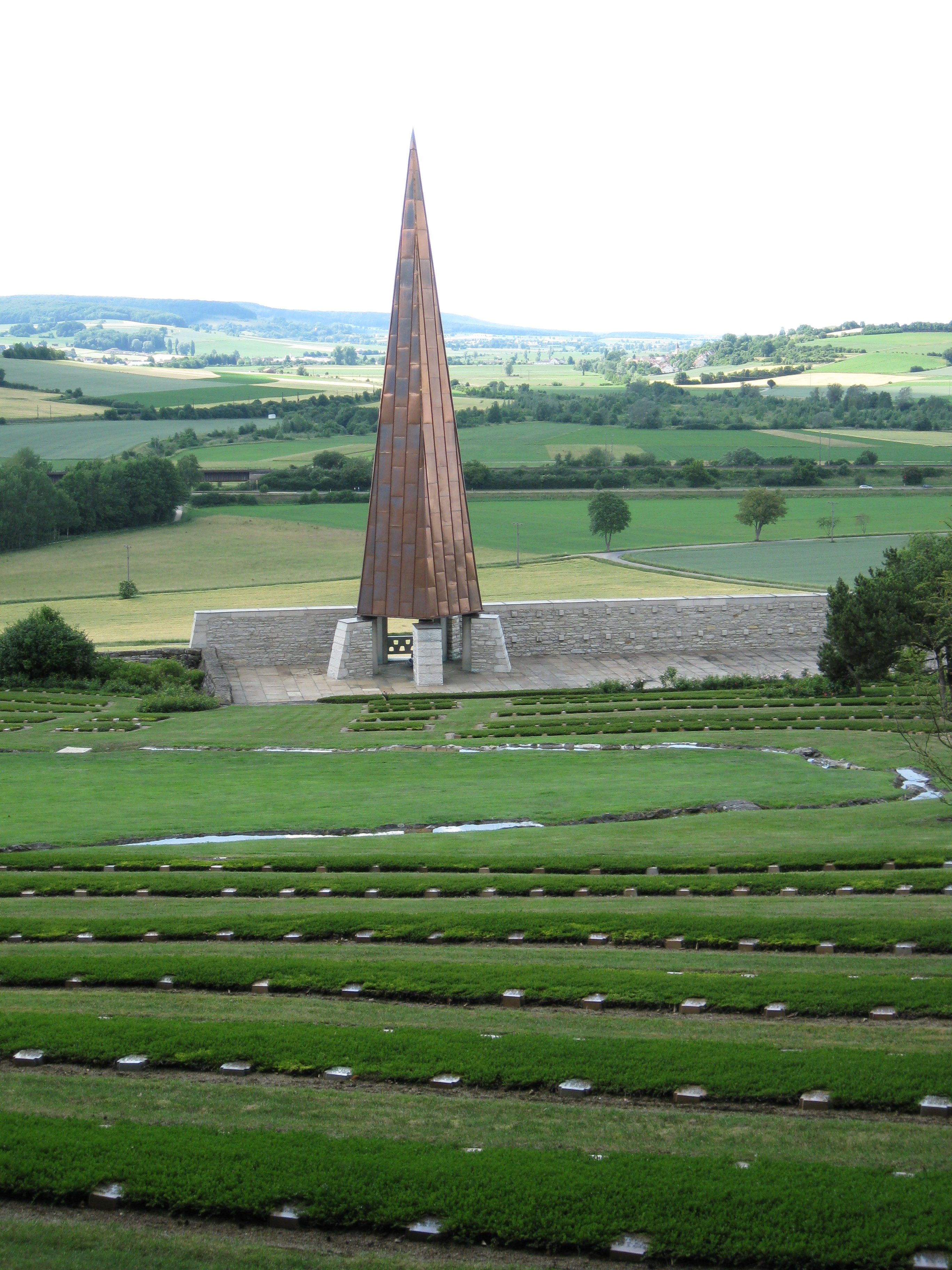
Der Turmhelm mit Grabanlage im Vordergrund

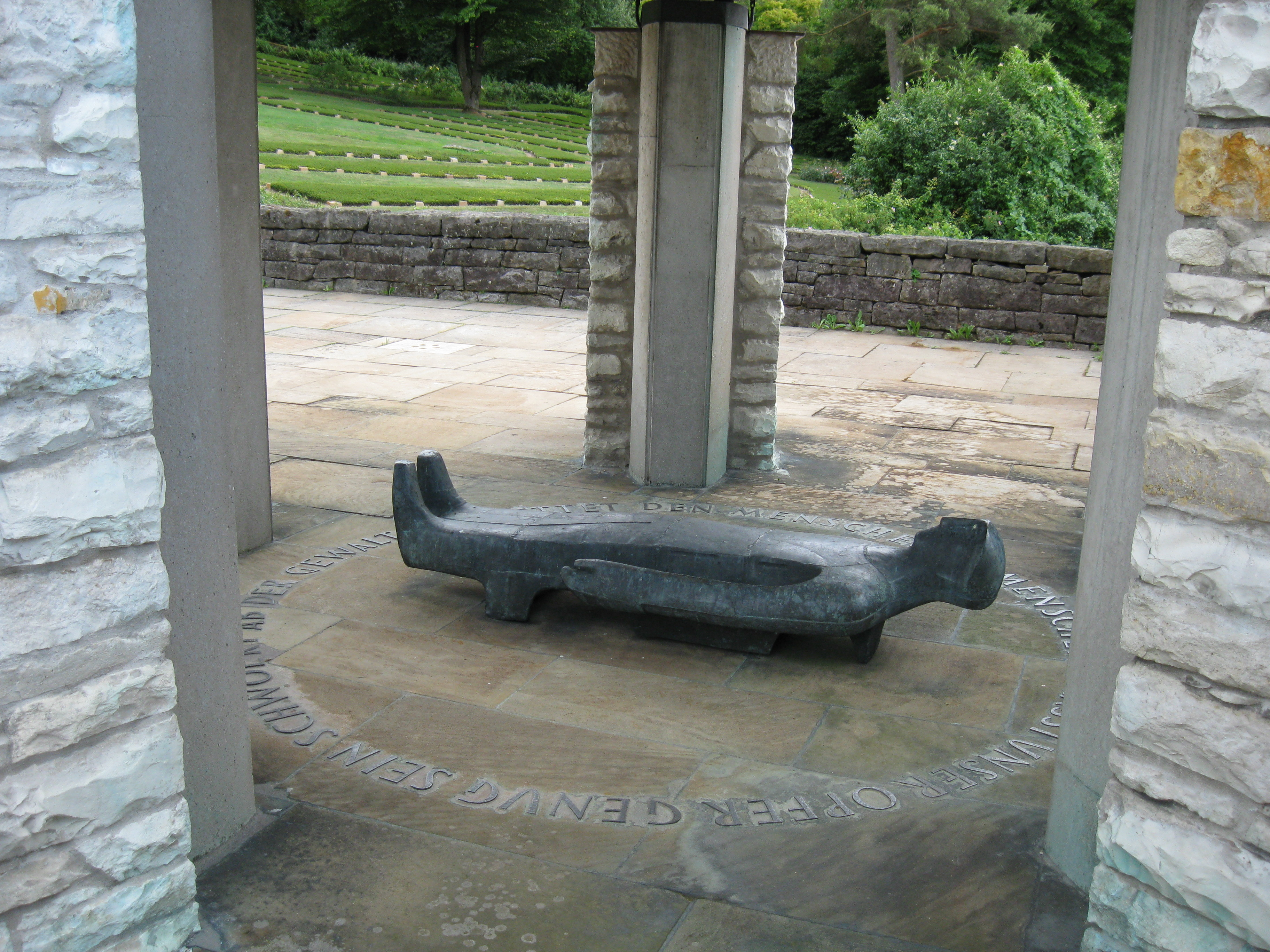
Die Bronzestatue des unbekannten Soldaten

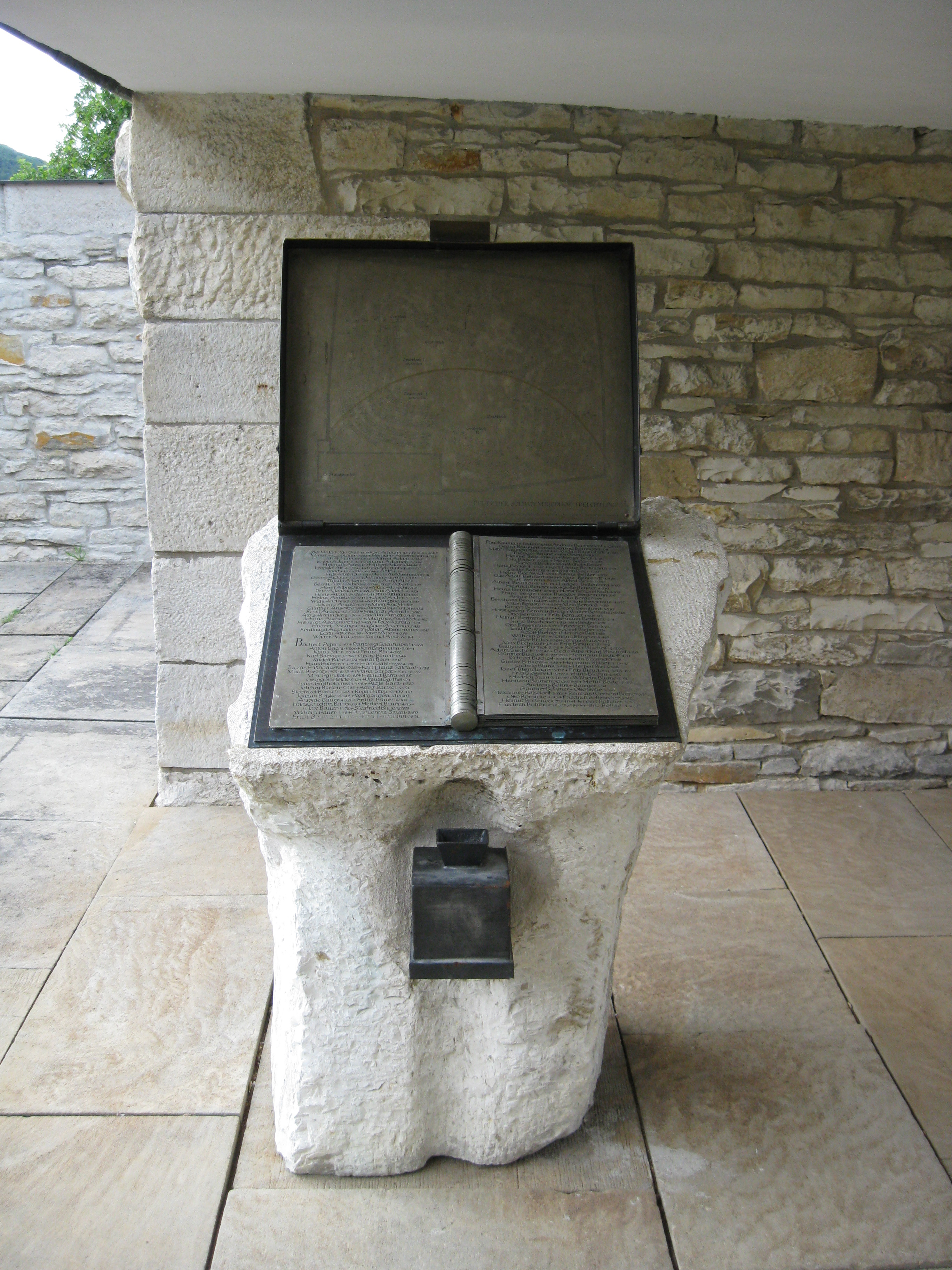
Gedenkbuch aus Metall mit eingravierten Namen der 2.545 Opfer

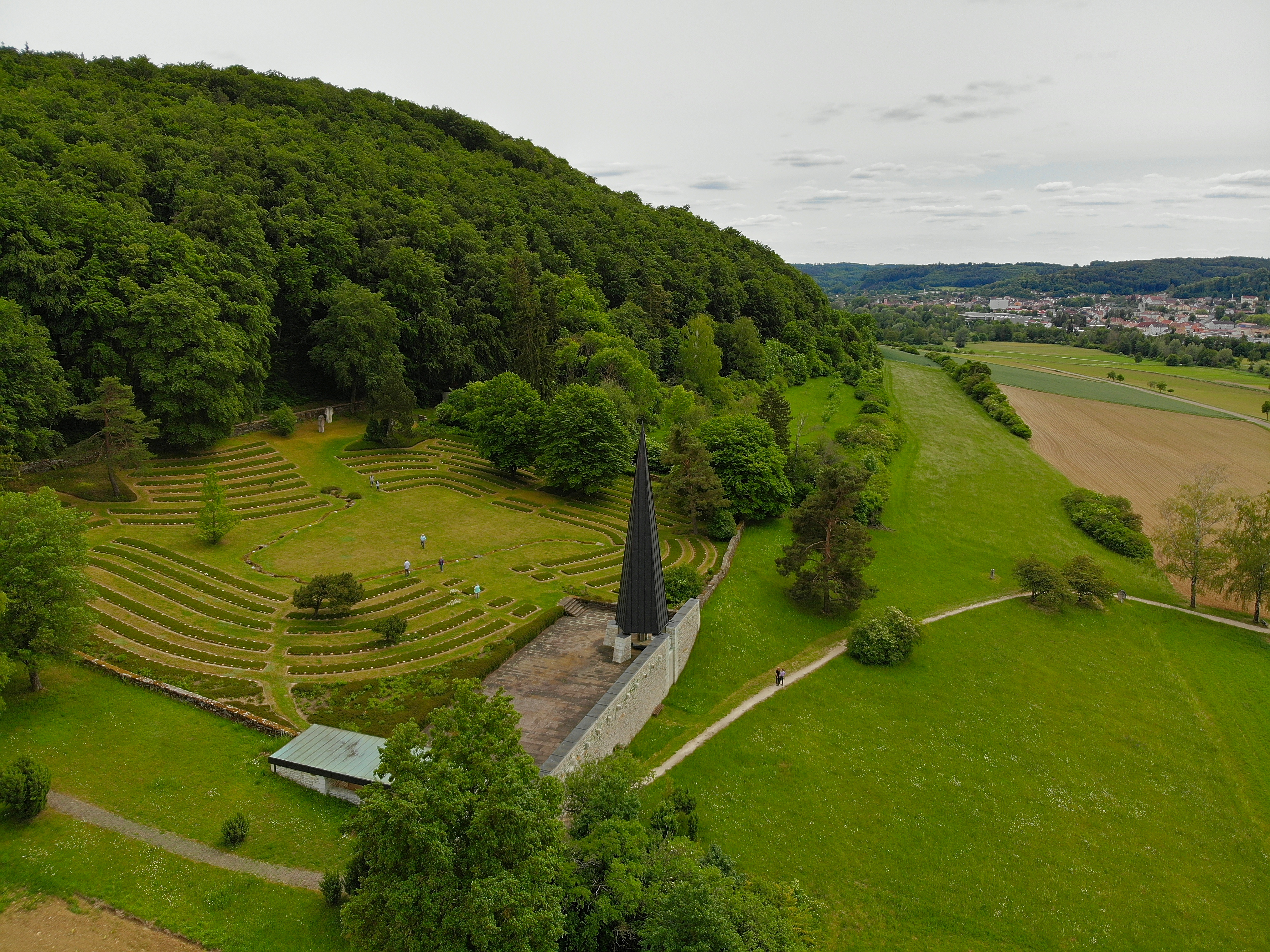
Luftaufnahme der Kriegsgräberstätte (2020)

Die Kriegsgräberstätte am Nagelberg ist eine Gedenkstätte in Treuchtlingen im mittelfränkischen Landkreis Weißenburg-Gunzenhausen. Auf der 1961 geweihten Gräberstätte liegen über 2.545 Kriegsopfer beider Weltkriege auf einer Fläche von rund 0,8 Hektar begraben, womit sie die drittgrößte Kriegsgräberstätte Bayerns ist.

## Lage
Die Kriegsgräberstätte Nagelberg befindet sich am Westhang des namensgebenden, 541,7 m hohen Nagelberges, oberhalb der Altmühl und rund einen Kilometer nördlich von Treuchtlingen. Diese verkehrsgünstige und landschaftlich schöne Lage wurde wegen naher Sammelgräber des Zweiten Weltkriegs gewählt.

## Geschichte
1956 begann man mit Plänen zum Bau einer Gedenkstätte in Treuchtlingen, die ab 1958 realisiert wurden. Der Architekt der Anlage war Helmut Schöner; die gärtnerische Gestaltung stammt von Anton Maier. Zur Einweihung am 10. September 1961 kamen rund 25.000 Menschen; Reden hielten der Staatssekretär Dr. Fritz Staudinger, der Eichstätter Domkapitular Johannes Kraus, ein ehemaliger Widerstandskämpfer gegen den Nationalsozialismus, und Oberkirchenrat Dr. Giegler aus Nürnberg.
Unter den 2.545 hier begrabenen Toten aus 472 Gemeinden und 15 europäischen Völkern sind 316 Zivilisten. Ferner sind unter den Bestatteten 42 Opfer des Ersten Weltkriegs und 400 Menschen, die bei alliierten Bombenangriffen 1945 in Treuchtlingen starben. 355 Gefallene konnten nie identifiziert werden. Die Namen der bekannten Opfer sind in ein Buch mit Metallseiten eingraviert.

## Ensemble
Es gibt fünf Sammelgräber auf der Anlage, die mit 25 mal 25 cm großen Tonkreuzen als Grabsteine der Opfer versehen sind. Auf dem Gelände fließt ein künstlich angelegter Bach. Entlang des Fußweges, der zur Gräberstätte führt, stehen sieben denkmalgeschützte Steinkreuze des Wemdingers Johannes Engelhardt aus Jura-Kalkstein mit den eingravierten Jahreszahlen 1939 bis 1945. Von einem Hubschrauber der Bundeswehr wurde ein 19 m langer (nach anderen Quellen 21 m) und eineinhalb Tonnen schwerer, aus Kupfer bestehender Turmhelm mit grüner Patina im Zentrum der Gedenkstätte platziert. Dieser asymmetrisch aufgestellte und fünfseitige Turmhelm stellt die Überdachung einer offenen Gedenkhalle dar. Auf einer Steintafel am Fuße des Turmhelms wurde der Schriftzug Den Getöteten aus Gerechtigkeit – den Lebenden zur Umkehr eingemeißelt. In der Halle unter dem Turmhelm steht eine Bronzefigur eines sterbenden Soldaten von dem Bildhauer Emil Krieger aus München mit dem Schriftzug Laßt unser Opfer genug sein, schwört ab der Gewalt und rettet den Menschen im Menschen.